# Aïn El Bey
Aïn El Bey est une cité résidentielle située au sud de Constantine, sur le plateau d'Aïn-El-Bey, abritant l'aéroport de Constantine - Mohamed Boudiaf.
Pendant l'époque coloniale, il y avait dans la commune une ferme-pénitencier couvrant 900 hectares. Elle fut un temps dirigée par Philippe Thomas.